# Thánh Mẫu học

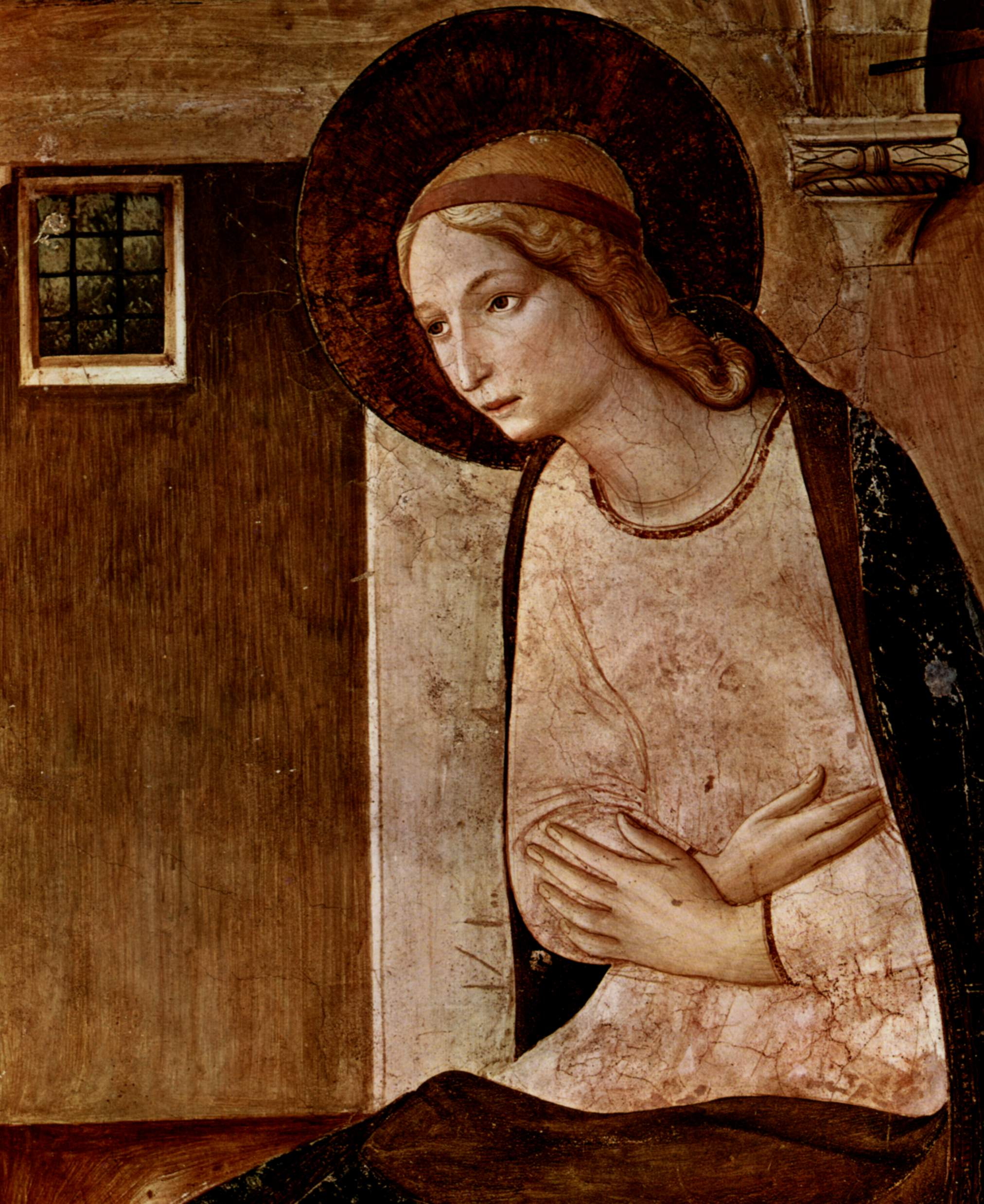
Khung cảnh truyền tin khoảng 1437-1446 trong Tu viện San Marco ở Florenz, Szene, Đức.

Thánh Mẫu học là môn học/ngành học nghiên cứu về Mẹ Maria, mẹ của Chúa Giêsu. (Một số người không hiểu biết vẫn quan niệm đây là một bộ môn của Thần học (Theology), mặc dù sự thật Đức Maria chưa bao giờ được xem là Thần (Theo, God...) - tức là có Thần tính, Thiên tính, ngay cả trong truyền thống đức tin của các giáo hội có lòng sùng kính đặc biệt Mẹ). Phương pháp của Thánh Mẫu Học hiện nay giảng dạy về Maria như một phần của giáo lý đức tin, những lời dạy của Chúa Giêsu, mầu nhiệm cứu chuộc và ân sủng. Thánh Mẫu Học Kitô giáo nhằm mục đích kết nối kinh thánh, truyền thống thiêng liêng với giáo huấn của Giáo hội về Đức Maria. Trong bối cảnh lịch sử xã hội, Thánh Mẫu Học có thể được định nghĩa chung nhất là "nghiên cứu về lòng sùng kính và suy nghĩ về Mẹ Maria trong suốt chiều dài lịch sử của Kitô giáo".
Hiên nay còn tồn tại nhiều quan điểm Ki-tô giáo khác nhau về Đức Maria, từ việc tập trung vào Tôn kính Đức Maria trong Thánh mẫu học Công giáo. Trong khi Tin Lành lại hạn chế niềm tôn kính này với những quan niệm gần như trái ngược với công giáo, còn quan niệm của Anh giáo thì ở giữa. Như một lĩnh vực thần học, trong những thế kỷ gần đây, Thánh Mẫu Học đã có sự phát triển đáng kể trong Công giáo Rôma. Mẹ Maria trong Chính thống giáo chủ yếu được thể hiện trong phụng vụ chứ không được giảng dạy như một giáo điều bắt buộc.
Trong chương VIII của Hiến Chế Tín Lý về Hội Thánh. Công đồng Vatican II của Công giáo không định nghĩa tín điều nào về Đức Maria, nhưng đã trình bày chân dung của bà trong chương trình cứu độ, nghĩa là xét trong tương quan với Chúa Cứu Thế và Hội Thánh. Thậm chí tước hiệu "Theotokos" cũng được coi như là một chức phận trước khi là một vinh dự. Sau công đồng từ năm 1964 cho đến 1974, môn học nghiên cứu về Đức Maria ít được chú ý và được coi như một vấn đề thứ yếu trong chân lý đức tin. Một số lượng lớn ấn phẩm về Maria được viết trong thế kỷ 20, bởi các nhà thần học như Raimondo Spiazzi và Gabriel Roschini với 2500 và 900 bản xuất bản. Các phong trào xã hội Maria trong công giáo cũng đã phát triển đáng kể. Trong phong trào Đại kết, Maria cũng là một chủ đề được đưa ra thảo luận nhằm đạt được những quan điểm và cái nhìn chung về Thánh Mẫu Học. Các Học viện Giáo hoàng Đức Maria và phân khoa Thánh Mẫu học Maria là trung tâm nghiên cứu về Thánh Mẫu học Maria.